# Phenobarbital
Phenobarbital (INN) hay phenobarbitone (BAN cũ) là một barbiturate, lần đầu đưa ra thị trường với tên Luminal bởi Friedr. Bayer et comp. Nó được sử dụng rộng rãi nhất chống co giật trên khắp thế giới, và là loại thuốc cũ nhất vẫn còn được sử dụng phổ biến.
Phenobarbital có trong danh mục thuốc thiết yếu Việt Nam ban hành lần thứ tư năm 1999 (Thuốc hướng tâm thần).